# كيفن كيلي (ملاكم)
كيفن كيلي (بالإنجليزية: Kevin Kelley)‏ مواليد 29 يونيو 1967 في بروكلين، نيويورك، الولايات المتحدة، هو ملاكم أمريكي يصنف ضمن فئة وزن الريشة.

## إحصائيات
خاض خلال مسيرته 72 نزالا، فاز في 60 وتعادل في 2 وخسر في 10. فاز بالضربة القاضية في 39 نزالا.

## روابط خارجية
- كيفن كيلي على موقع بوكس ريك (الإنجليزية) (registration required)